# Saen Sor Ploenchit
Saen Sor Ploenchit (* 18. Mai 1972 in Pathum Thani, Thailand) ist ein ehemaliger thailändischer Boxer im Fliegengewicht.

## Profikarriere
Im Jahre 1990 begann er erfolgreich seine Profikarriere. Am 13. Februar 1994 boxte er gegen David Grimán um die WBA-Weltmeisterschaft und gewann durch einstimmige Punktrichterentscheidung. Diesen Gürtel verteidigte er insgesamt neun Mal und verlor ihn im November 1996 an José Bonilla nach Punkten.  
Im Jahre 2003 beendete er seine Karriere.